# Atene Settentrionale
L'unità periferica di Atene Settentrionale (in greco: Περιφερειακή ενότητα Βορείου Τομέα Αθηνών) è una suddivisione amministrativa della periferia dell'Attica con 591.680 abitanti al censimento 2011.
È stata istituita nel gennaio 2011 a seguito della riforma amministrativa detta Programma Callicrate e comprende la parte nord-orientale dell'agglomerato urbano di Atene

## Geografia antropica

### Suddivisioni amministrative
L'unità periferica è suddivisa in 12 comuni. Il numero tra parentesi indica la posizione del comune nella cartina. Comprende parte della vecchia prefettura di Atene
- Agia Paraskevi (3)
- Amarousio (8)
- Chalandri (35)
- Filothei-Psychiko (33)
- Iraklio (17)
- Kifisià (21)
- Lykovrysi-Pefki (22)
- Metamorfosi (23)
- Nea Ionia (25)
- Papagou-Cholargos (28)
- Penteli (29)
- Vrilissia (9)